# Дракенбург
Дракенбург (њем. Drakenburg) општина је у њемачкој савезној држави Доња Саксонија. Једно је од 36 општинских средишта округа Нинбург (Везер). Према процјени из 2010. у општини је живјело 1.734 становника. Посједује регионалну шифру (AGS) 3256005.

## Географски и демографски подаци
Дракенбург се налази у савезној држави Доња Саксонија у округу Нинбург (Везер). Општина се налази на надморској висини од 24 метра. Површина општине износи 11,7 km². У самом мјесту је, према процјени из 2010. године, живјело 1.734 становника. Просјечна густина становништва износи 148 становника/km².